# Heptaptera anisopetala
Heptaptera anisopetala är en flockblommig växtart som först beskrevs av Dc., och fick sitt nu gällande namn av Thomas Gaskell Tutin. Heptaptera anisopetala ingår i släktet Heptaptera och familjen flockblommiga växter. Inga underarter finns listade i Catalogue of Life.

## Bildgalleri

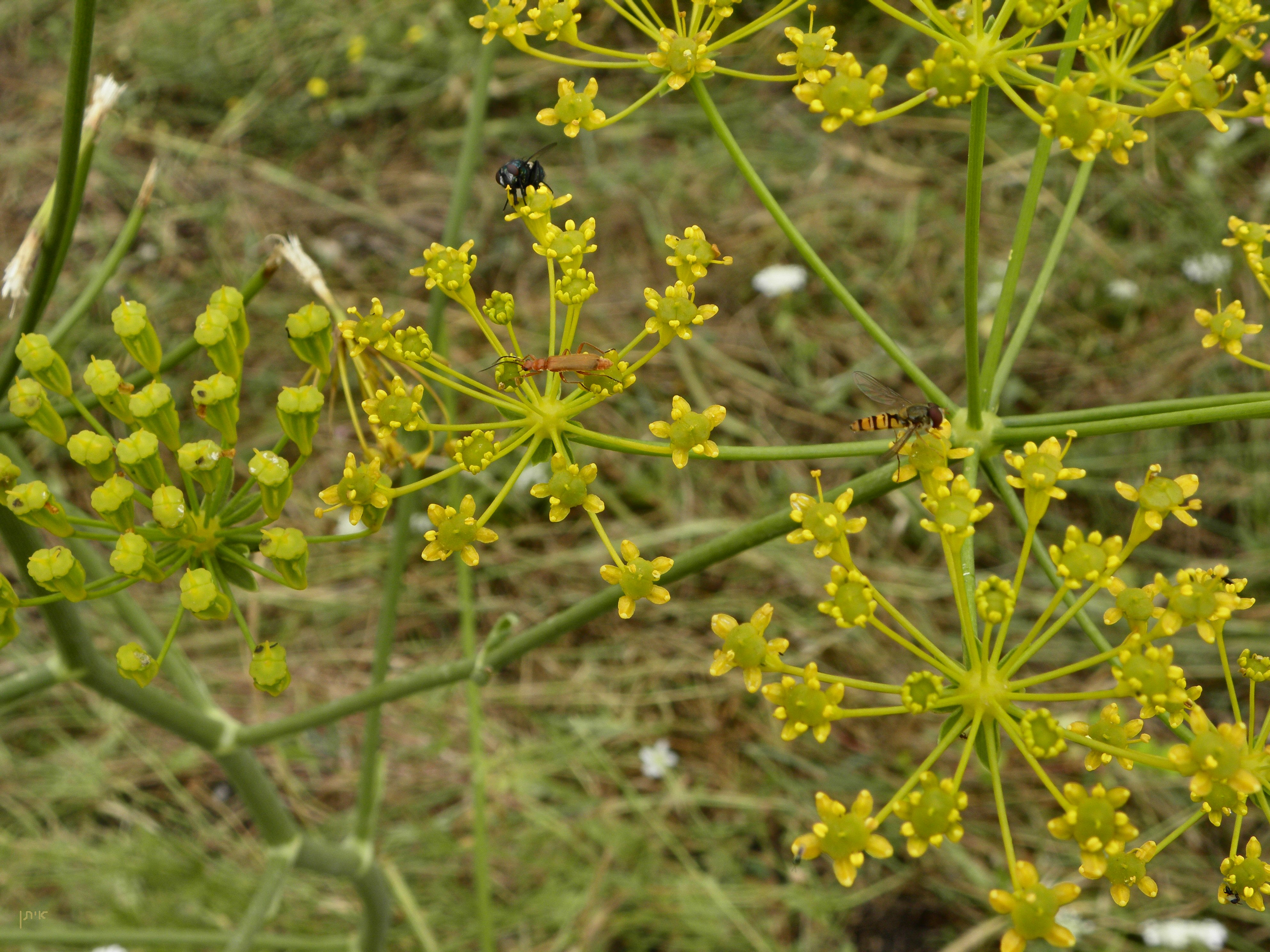
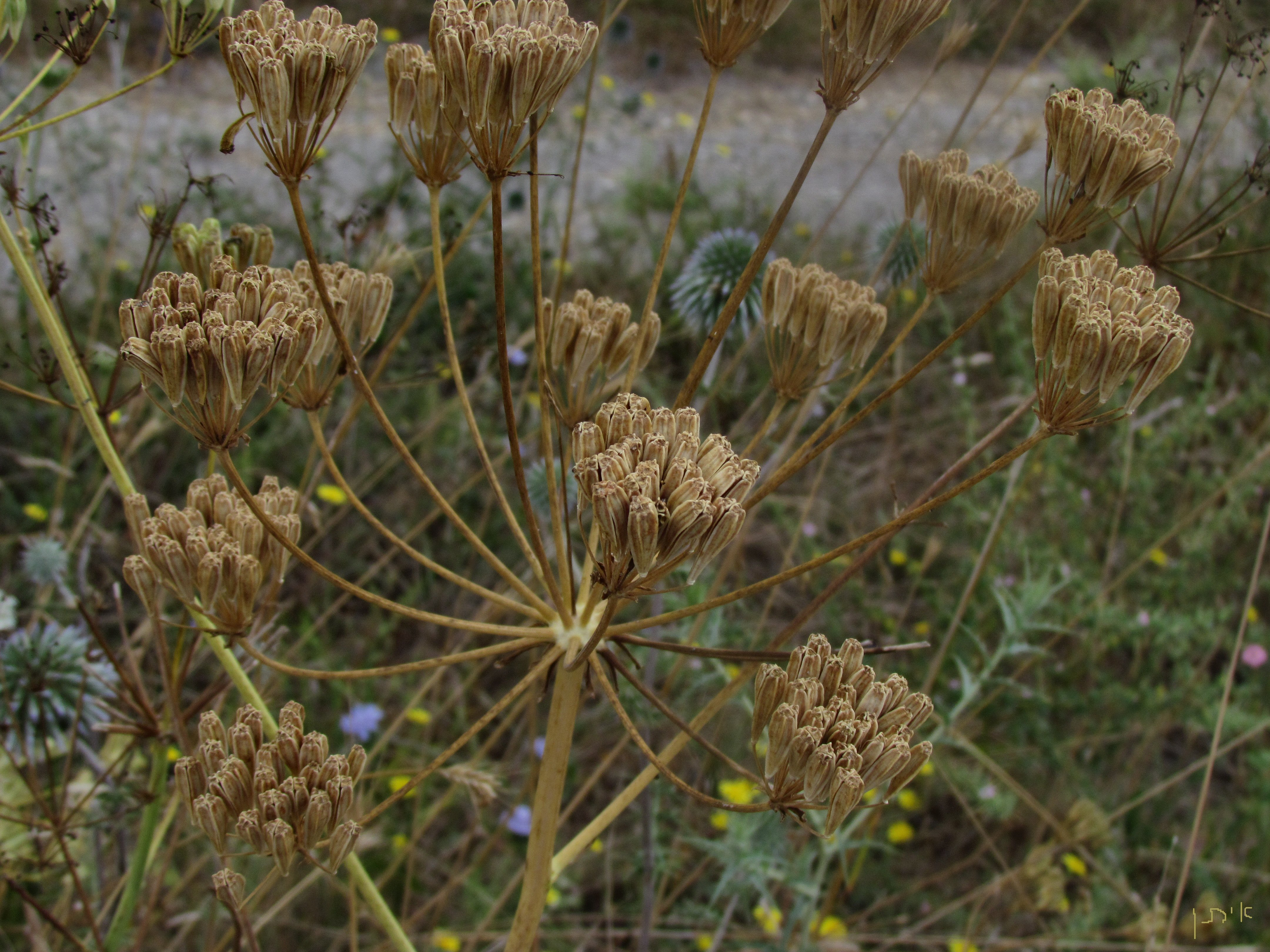
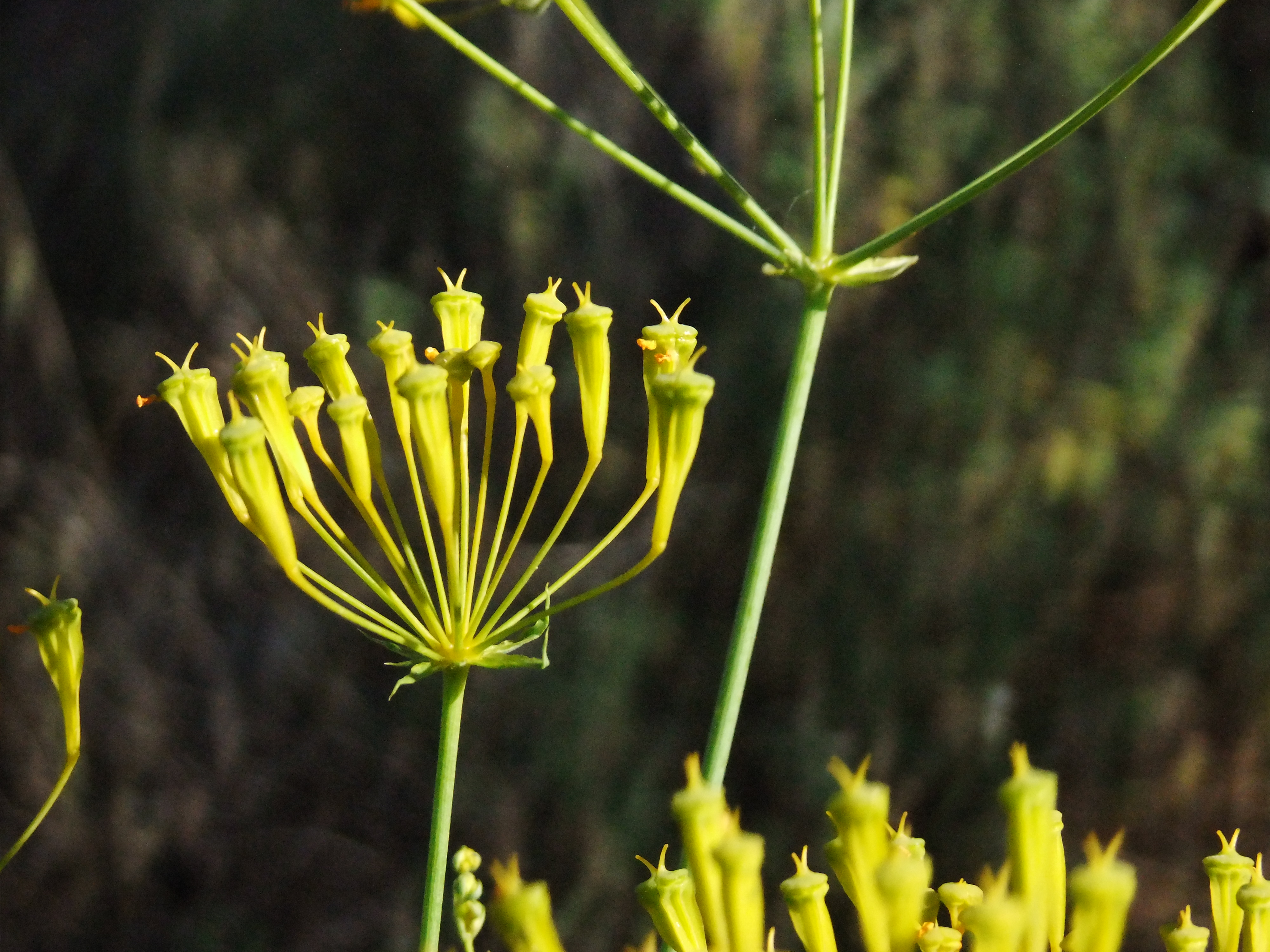
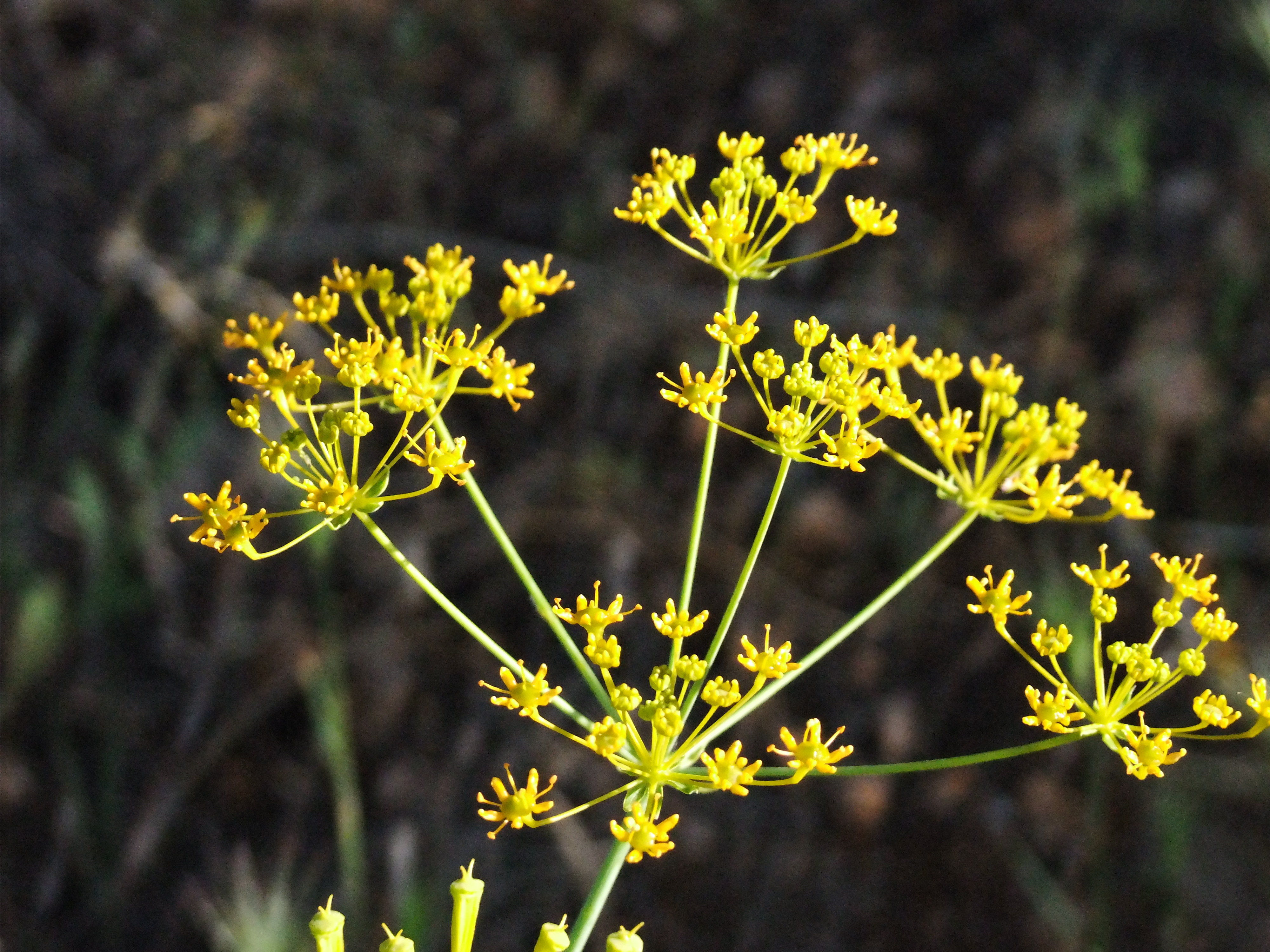